# Jensen Huang
Jen-Hsun Huang, aussi appelé Jensen Huang (chinois : 黃仁勳 ; pinyin : Huáng Rénxūn ; pe̍h-ōe-jī : N̂g Jîn-hun), né le 17 février 1963, est un homme d'affaires taïwanais-américain, ingénieur électricien, et le dirigeant de Nvidia.
Il cofonde Nvidia en 1993 à l'âge de 30 ans, et en juin 2024, Nvidia devient la plus grande entreprise du monde par capitalisation boursière. En novembre 2024, Forbes estime la fortune de Huang à 138.8 milliards de dollars, faisant de lui la 9e personne la plus riche du monde.En juillet 2025, Nvidia devient la première entreprise à dépasser le seuil des 4 000 milliards de capitalisation boursière.

## Jeunesse
Huang est né à Tainan, à Taïwan. Sa famille s'installe d'abord en Thaïlande quand il a cinq ans, puis émigre aux États-Unis quatre ou cinq ans plus tard, en 1973. À dix ans, il vit avec son frère au dortoir des garçons à l'Oneida Baptist Institute et étudie à l'école primaire d'Oneida, une ville située dans le Kentucky. Sa famille s'installe ensuite dans l'Oregon, où il obtient son diplôme du lycée Aloha, situé à la bordure de la ville de Portland.

## Carrière
Après l'université, il est directeur chez LSI Logic et concepteur de microprocesseurs chez AMD. En 1993, à 30 ans, Jensen Huang cofonde Nvidia et en devient le PDG,.
Il détient 3,6 % des actions de Nvidia, devenues publiques en 1999. Il a gagné 24,6 millions de dollars en tant que PDG en 2007, ce qui le classe selon Forbes au 61e rang des PDG américains les mieux payés. Au 19 juin 2023, la valeur nette de la fortune de Huang s'élevait à 38,3 milliards de dollars selon Bloomberg.
Le 6 janvier 2025, à l'occasion du CES de Las Vegas, il déclare vouloir investir dans les robots humanoïdes et les voitures autonomes.

## Philanthropie
En 2022, Huang fait don 50 millions de dollars à son ancienne université, l'université d'État de l'Oregon, dans le cadre d'un don de 200 millions de dollars destiné à la création d'un institut de calcul intensif sur le campus.
Huang donne 30 millions de dollars à son autre alma mater, l'université Stanford, pour construire le Jen-Hsun Huang School of Engineering Center. Il donne aussi 2 millions de dollars à son ancienne école, l'Oneida Baptist Institute.

## Vie privée
C'est à l'université d'État de l'Oregon que Huang rencontre sa future épouse, Lori Mills, qui est sa partenaire de laboratoire d'ingénierie à l'époque. Ils ont deux enfants. Son fils, Spencer Huang, a ouvert un bar à Taipei en 2015, qui est considéré comme l'un des 50 meilleurs bars d'Asie par Forbes. Le bar ferme ses portes en mai 2021, et il est désormais chef de produit chez Nvidia.
Jensen Huang a un lien de parenté avec Lisa Su, la PDG d'AMD. La mère de M. Huang est la plus jeune sœur du grand-père maternel de Su, ce qui en fait des cousins.
Huang parle également le hokkien taïwanais, et possède la double nationalité taïwanaise et américaine. Il se rend fréquemment à Taiwan. 

## Récompenses
- 2002 : il a reçu le Daniel J. Epstein Engineering Management Award de l'université de Californie du Sud[23].
- 2004 : il reçoit le Dr Morris Chang Exemplary Leadership Award par la Fabless Semiconductor Association, qui récompense un leader ayant apporté une contribution exceptionnelle au développement, à l'innovation, à la croissance et aux opportunités à long terme de l'industrie « fabless » de semi-conducteurs[24].
- 2007 : il reçoit le Pioneer Business Leader Award (« Prix du pionnier en gestion d'entreprise ») de la Silicon Valley Education Foundation, pour son travail dans le monde de l'entreprise et de la philanthropie[25].
- 2009 : il reçoit un doctorat honorifique de l'université d'État de l'Oregon[26].
- 2018 : il est répertorié dans le premier Edge 50, nommant les 50 principaux influenceurs du monde en edge computing[réf. nécessaire]. Jensen Huang au SC18

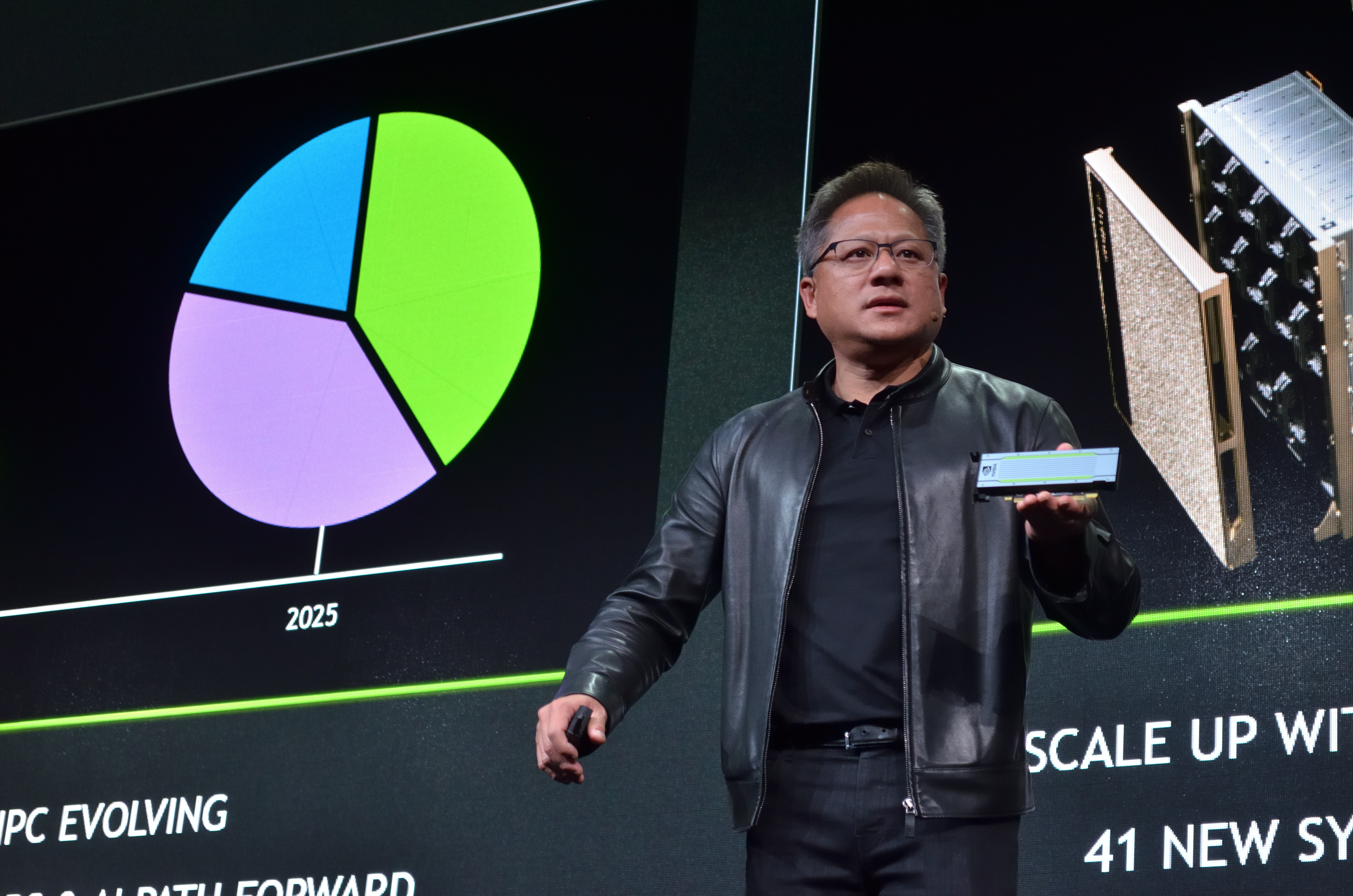
Jensen Huang au SC18

- 2020 : il est nommé Supplier CEO of the year (« PDG fournisseur de l'année ») par Automotive News Europe Eurostars[27].
- 2020 : il reçoit un doctorat honorifique de l'université nationale de Taïwan[28].
- 2021 : il reçoit le prix Robert N. Noyce venant de la Semiconductor Industry Association[29].
- 2021 : il est inclus dans le Time 100, une liste annuelle des 100 personnes les plus influentes au monde dressée par le magazine Time[30].
- 2023 : nommé meilleur PDG de 2023 par The Economist[31].
- Huang a été inclus dans la liste Time 100 AI en 2023[32] et en 2024[33].
- Février 2024 : Élu à la National Academy of Engineering « pour ses unités de traitement graphique de haute puissance, alimentant la révolution de l'intelligence artificielle »[34].